# Atletica leggera agli XI Giochi panafricani - Lancio del giavellotto maschile
Il concorso del lancio del giavellotto maschile agli XI Giochi panafricani si è svolto il 17 settembre 2015 allo Stade Municipal de Kintélé di Brazzaville, nella Repubblica del Congo.
La gara è stata vinta dall'egiziano Ihab El-Sayed.

## Podio
| Oro     | Ihab El-Sayed Egitto            |
| Argento | John Ampomah Ghana              |
| Bronzo  | Phil-Mar van Rensburg Sudafrica |

## Programma
| Data              | Ora | Evento |
| ----------------- | --- | ------ |
| 17 settembre 2015 |     | Finale |

## Risultati

### Finale
| Class   | Atleta                | Nazione        | #1    | #2    | #3    | #4    | #5    | #6    | Risultati | Note                                     |
| ------- | --------------------- | -------------- | ----- | ----- | ----- | ----- | ----- | ----- | --------- | ---------------------------------------- |
| Oro     | Ihab El-Sayed         | Egitto         | 81.15 | x     | 79.58 | 80.36 | 85.37 | 79.46 | 85.37     | Record dei Giochi                        |
| Argento | John Ampomah          | Ghana          | 82.94 | 75.78 | x     | 74.07 | x     | x     | 82.94     |                                          |
| Bronzo  | Phil-Mar van Rensburg | Sudafrica      | 75.27 | 76.85 | 73.22 | 73.38 | 74.01 | 75.89 | 76.85     |                                          |
| 4       | Alexander Kiprotich   | Kenya          | 70.86 | 76.34 | 71.20 | 71.53 | x     | x     | 76.34     |                                          |
| 5       | Stephanus Beukes      | Botswana       | 72.05 | 76.16 | 66.43 | 74.22 | 70.31 | 68.14 | 76.16     |                                          |
| 6       | Tobie Holtzhausen     | Sudafrica      | 72.65 | 62.37 | x     | 73.35 | x     | 66.94 | 73.35     |                                          |
| 7       | Strydom van der Wath  | Namibia        | 69.78 | 70.53 | 70.24 | 67.16 | 73.20 | 71.11 | 73.20     |                                          |
| 8       | Othow Okello          | Etiopia        | 62.62 | 65.77 | 59.38 | 60.72 | 60.76 | 58.54 | 65.77     |                                          |
| 9       | Jean Michel Matsounga | Rep. del Congo | 62.19 | 54.73 | 60.57 |       |       |       | 62.19     | Miglior prestazione personale stagionale |